# Knallsäure
Freie Knallsäure, auch als Fulminsäure bezeichnet, ist ein giftiges, zersetzliches Gas von durchdringendem Geruch mit der Summenformel HCNO. Sie ist chemisch betrachtet ein Oxid der Blausäure und ist isomer zu Cyansäure und Isocyansäure.

## Geschichte und Struktur
Justus Liebig entdeckte die Knallsäure 1824 und formulierte sie als H2C2N2O2. Die isomere Cyansäure fand Friedrich Wöhler ein Jahr später. Roland Scholl ermittelte 1891 die Struktur durch Reaktionen, in denen sich Knallsäure zu Derivaten der Cyansäure umlagert. Weiterhin erwies ihre Spaltung in Ameisensäure und Hydroxylamin scheinbar den Oxim-Charakter (Kohlenstoffmonoxid-Oxim) der Knallsäure als HONC und widersprach der von Kekule postulierten Form O2NCH2CN, des Nitroacetonitrils. Neuere Strukturuntersuchungen zeigten dann den linearen Aufbau des Moleküls als HCNO (analog zur Blausäure HCN), mit einer C-N-Dreifachbindung, wohingegen die isomere Isoknallsäure (HONC) gewinkelt ist.

## Darstellung
Knallsäure lässt sich durch Behandeln einer wässrigen Lösung von Natriumfulminat mit halbkonzentrierter Schwefelsäure unter Eiskühlung herstellen. Eine andere Möglichkeit besteht in der Flash-Pyrolyse von 3-Methyl-4,5-isoxazoldion-4-oxim.

## Eigenschaften
Knallsäure ist isomer zur Isoknallsäure (HONC), zur Cyansäure (HOCN) und zur Isocyansäure (HNCO). Die farblose, giftige Knallsäure ist nur bei niedrigen Temperaturen stabil und polymerisiert leicht zu Diisocyansäure. Die Salze der Knallsäure werden Fulminate genannt.

## Verwendung
Für die freie Säure ist keine industrielle Verwendung bekannt. Fulminate wie das Quecksilberfulminat (Knallquecksilber) und Silberfulminat (Knallsilber) finden durch ihre hohe Explosivität als Initialzünder für andere Explosivstoffe Verwendung.

## Externe Links zu erwähnten Verbindungen
1. 1 2  Externe Identifikatoren von bzw. Datenbank-Links zu Isoknallsäure:  CAS-Nr.: 506-85-4, PubChem: 62317, ChemSpider: 56112, Wikidata: Q27110287.
2. ↑  Externe Identifikatoren von bzw. Datenbank-Links zu Natriumfulminat:  CAS-Nr.: 15736-98-8, PubChem: 53439104, Wikidata: Q82633492.
3. ↑  Externe Identifikatoren von bzw. Datenbank-Links zu 3-Methyl-4,5-isoxazoldion-4-oxim:  CAS-Nr.: 18438-56-7, PubChem: 12494782, Wikidata: Q125627618.